# Pocomoke River
Pocomoke (ang. Pocomoke River) – rzeka na półwyspie Delmarva w amerykańskich stanach Delaware i Maryland. Uchodzi do zatoki Chesapeake.